# Ijevan
Ijevan (armensk: Իջևան) er en by- og bykommune i Armenien, der fungerer som det administrative centrum for Tavush-provinsen. Det er beliggende i centrum af regionen, ved foden af Ijevan-ryggen i Gugark-bjergene, ved bredden af Aghstev-floden. Ijevan er sæde for bispedømmet Tavush i den armenske apostoliske kirke.
Ijevan ligger  137 km nordøst for Jerevan. Jerevan-Tbilisi motorvejen går gennem Ijevan. Fra 2011-folketællingen var byens befolkning 21.081,  hvilket gør den til den mest befolkede by i provinsen.

## Etymologi
Byens nuværende navn Ijevan og dets tidligere navn Karavansara (indtil 1919), betyder begge "kro" (caravanserai), på henholdsvis armensk og persisk. Området i det moderne Ijevan plejede at have mange kroer langs vejene kendt som caravanserais, der tjente rejsende mellem det historiske Syrien og Nordkaukasus. Navnet Ijevan blev officielt i 1961, da bebyggelsen blev en by. 

## Historie
Gravkamre fundet i centrum af det nuværende Ijevan samt en sen bronzealderkirkegård på venstre bred af Aghstev-floden vidner om den tidlige bosættelse af stedet.
Historisk set var området i det moderne Ijevan en del af det gamle Utik og Gugark ; henholdsvis den 12. og 13. provins i Kongeriget Armenien. Adskilt af Aghstev-floden var den østlige halvdel af Ijevan en del af Tuchkatak- kantonen i den historiske Utik, mens den vestlige halvdel tilhørte Dzorapor- kantonen i den historiske Gugark.
Regionen i det nuværende Ijevan var beliggende på en vital handelsrute mellem Levanten og det nordlige Kaukasus og var hjemsted for mange hvilehuse og karavanerier i middelalderen, der fungerede som rastehuse for de forbipasserende købmænd og deres karavaner, hovedsagelig på vejen fra Tbilisi til Dvin. Resterne af en middelalderlig karavanserai står ved bredden af Aghstev-floden på et sted kaldet Hamam-Jala.
Under det persiske styre, som havde fået kontrol over de østarmenske områder siden 1501-02, blev landsbyen Karavansara grundlagt i løbet af 1780'erne. Områderne i det nuværende Lori og Tavush sammen med nabolandet Georgien blev en del af det russiske imperium i 1800-01. Områderne blev en officiel region i Rusland i i henhold til Gulistan-traktaten, der blev underskrevet mellem det kejserlige Rusland og Qajar Persen i oktober 1813, efter den russisk-persiske krig 1804-13.
I 1840 blev Yelizavetpolsky Uyezd dannet, og de fleste af Tavushs territorier blev en del af den nyligt grundlagde administrative afdeling af det russiske imperium. Senere i 1868 blev Elisabethpol Governorate etableret, og Tavush blev en del af den nydannede Kazakhsky Uyezd i Governorate. Under det russiske styre fik cirka 6.000 armenske familier fra Karabakh lov til at flytte til Aghstev-flodens dal for at blive genbosat i regionen Tavush, inklusive landsbyen Karavansaras område. Landsbyen oplevede en bemærkelsesværdig genopblomstring i 1860'erne og 1870'erne, som et resultat af den nye vej, der blev åbnet mellem Qazax og Jerevan, og passerede gennem Karavansara.
Efter Armeniens uafhængighed i 1918 blev navnet Karavansara ændret til Ijevan i 1919. Den 29. november 1920 var Ijevan - sammen med Noyemberyan - den første armenske bosættelse, hvor sovjetisk-bolsjevikisk styre blev etableret, efter at være blevet invaderet af den røde hær fra det sovjetiske Aserbajdsjan i nord. I 1930 blev det centrum for det nydannede Ijevan raion.
Den første større plan for byen blev vedtaget i 1948, revideret senere i 1967. I 1951 blev Ijevan Vin-Brændevinsfabrik åbnet, efterfulgt af tæppe- og tæppefabrikken i 1959-65. Med den gradvise udvikling af industrisektoren fik Ijevan status som en by i 1961. I 1970 blev det omdannet til en by med republikansk underordning af den armenske socialistiske sovjetrepublik.
Efter Armeniens uafhængighed i 1991 blev Ijevan provinscentrum for den nystiftede Tavush-provins i henhold til de administrative reformer i 1995.

## Geografi
Ijevan er omgivet af Gugark-bjergene og ligger i Aghstev-dalen i en gennemsnitlig højde på 755 meter over havets overflade. De omkringliggende bjerge er dækket af tykke skove, som i nogle områder bliver til alpin tundra.
Ijevan grænser op til landsbyen Getahovit mod nord og landsbyen Gandzakar mod syd. En lille sø findes ved sydenden af  byen, kendt som Spitak Jur.
Årets gennemsnitstemperatur er 10,6 °C, i januar 0 °C, mens i juli 21,3 °C. Den maksimale temperatur, der nogensinde er registreret i Ijevan, er +37 °C og minimumstemperaturen er -23 °C. Den årlige nedbør er 562 mm.

## Demografi
Ijevan er det største bysamfund i Tavush. Størstedelen af byens befolkning er etniske armeniere, der tilhører den armenske apostoliske kirke. Kirkens styrende organ er bispedømmet Tavush, ledet af ærkebiskop Yeznik Petrosyan.
Ved  folketællingen i 2011 var byens befolkning 21.081,  hvilket gør den til den mest befolkede by i provinsen. Ifølge det officielle skøn for 2016 er befolkningen i Ijevan omkring 20.700.